# Stockgölen, Småland
Stockgölen är en sjö i Valdemarsviks kommun i Småland och ingår i Vindåns huvudavrinningsområde. Sjön har en area på 0,132 kvadratkilometer och ligger 32 meter över havet.

## Delavrinningsområde
Stockgölen ingår i det delavrinningsområde (643644-154569) som SMHI kallar för Vid mätstation Melby. Medelhöjden är 36 meter över havet och ytan är 28,76 kvadratkilometer. Räknas de 14 avrinningsområdena uppströms in blir den ackumulerade arean 260,13 kvadratkilometer. Avrinningsområdets utflöde Vindån (Fänån) mynnar i havet. Avrinningsområdet består mestadels av skog (57 %), öppen mark (10 %) och jordbruk (28 %). Avrinningsområdet har 0,13 kvadratkilometer vattenytor vilket ger det en sjöprocent på 0,5 %.